# Collonges (Zwitserland)
Collonges is een gemeente en plaats in het Zwitserse kanton Wallis, en maakt deel uit van het district Saint-Maurice.
Collonges telt 674 inwoners.